# DR-Baureihe 71.0
Die DR-Baureihe 71.0 war eine zweifach gekuppelte Tenderlokomotive, die als Konkurrenzentwurf zu den Triebwagen der Deutschen Reichsbahn gedacht war. Ähnlich der bereits 30 Jahre zuvor gebauten bayerischen Pt 2/4 H wurde eine moderne Heißdampf-Lokomotive konzipiert, die für Einmann-Bedienung ausgelegt und mit Übergangseinrichtungen zum Zug versehen war. So sollte auch dem Omnibus und dem wachsenden Individualverkehr auf der Straße im Wettbewerb begegnet werden. Die Hauptaufgabe dieser Einheitsdampflokomotiven bestand in der Beförderung von Personenzügen auf kurzen Nebenbahnstrecken.

## Geschichte
Zwei der Dampflokomotiven wurden 1934 von dem Unternehmen Schwartzkopff gebaut und an das Lokomotiv-Versuchsamt Grunewald geliefert. Dort wurden sie bis Mai 1935 erprobt. Es stellte sich heraus, dass die Verbrauchswerte gegenüber anderen Dampflokomotiven der Reichsbahn nicht wie erhofft geringer geworden waren. Daraufhin bauten 1936 die Unternehmen Borsig und Krupp nochmals je zwei Lokomotiven, bei denen die Treibräder auf 1.600 mm und die Zylinderdurchmesser auf 330 mm vergrößert wurden. Diese Lokomotiven hatten eine Höchstgeschwindigkeit von 100 km/h.
Zuerst kamen alle Maschinen zum Bw Bamberg. Dort wurden sie auf den Strecken Forchheim-Behringersmühle, Bamberg-Maroldsweisach und Bamberg-Scheßlitz eingesetzt. Ihre Leistungen waren jedoch nicht überzeugend. Daher wurden sie 1938 zum Bw Nürnberg Hbf, heute Bahnbetriebswerk Nürnberg West, umbeheimatet. Dort waren sie meist vor Arbeitszügen im Einsatz oder abgestellt. Gelegentlich sollen sie auf der Strecke Nürnberg – Feucht – Wendelstein gefahren sein. 1948 war keine der sechs Lokomotiven mehr in Betrieb.
Die Deutsche Bundesbahn übernahm nach dem Zweiten Weltkrieg alle Fahrzeuge. Sie erhielten 1952 im Ausbesserungswerk Kaiserslautern eine Hauptuntersuchung. Anschließend wurden sie  in den Bahnbetriebswerken Kaiserslautern und Landau beheimatet.  Die Tenderloks erreichten auf Strecken in der Pfalz Laufleistungen von täglich ca. 340 km. Bis August 1956 wurden dann alle Loks der Baureihe 71.0 ausgemustert. Es blieb kein Exemplar erhalten.

## Technik
Alle sechs Lokomotiven waren zweizylindrige Heißdampfmaschinen und hatten eine automatische Rostbeschickung (Stoker) für den Ein-Mann-Betrieb. Der Kessel war genietet und bestand aus einem Schuss. Er war aus leicht legiertem Molybdänstahl und hatte einen Durchmesser von 1300 mm. Die geschweißte Feuerbüchse war aus Kupfer. Im Laufe des Dienstes wurde der Kesseldruck aus Sicherheitsgründen von 20 bar auf 16 bar herabgesetzt. Vor dem Schornstein befand sich in einer Nische auf dem Kesselscheitel der quer eingebaute Oberflächenvorwärmer. Nach dem Schornstein war der Generator für die Beleuchtung angebracht. Die Lokomotiven hatten eine Kolbenspeisepumpe und eine Dampfstrahlpumpe mit je 125 Litern pro Minute Leistung.
Alle Lokomotiven besaßen einen geschweißten Blechrahmen aus 16 mm-Platten. Die zweite Kuppelachse war angetrieben. Beide Kuppelachsen waren fest im Rahmen gelagert. Der Aufbau der Lokomotiven war in vier Punkten abgestützt. Die Laufräder waren in Bisselgestellen untergebracht und hatten ein Spiel von 65 mm nach beiden Seiten. Durch deren symmetrische Anordnung konnten gleiche Laufeigenschaften für beide Fahrtrichtungen erzielt werden.
Die 1934 gebauten Lokomotiven hatten einen Kohlevorrat von 3 t, die später gebauten Lokomotiven hatten nur 2,8 t. Auf alle Räder wirkten beidseitige Klotzbremsen. Die Wasserkästen seitlich am Kessel waren recht schmal gehalten, da auf der Heizerseite des Führerhauses eine Durchgangstüre vorhanden war, von der aus der Umlauf der Lok betreten werden konnte. Durch ein später entferntes Geländer gesichert, konnte der auf der Lok mitfahrende Zugführer dadurch und über ein herabklappbares Übergangsblech während der Fahrt zu den angehängten Wagen gelangen. So sollte das Mitführen eines Packwagens in den kurzen „Triebwagen-Zügen“ erübrigt werden. Der rückseitige Kohlenkasten besaß anfangs ebenfalls eine Übergangsmöglichkeit, die aber später zur Vergrößerung der Vorräte ausgebaut wurde. Im mittleren Bereich des Rahmens zwischen den Kuppelachsen war ein dritter Wasserkasten vorhanden. Die Wasserkästen, der Vorratsbehälter für Kohle und das Oberteil des Sandkastens waren geschweißt.